# Orohydrografische Karte
Orohydrografische Karten sind Sonderausgaben von topographischen Karten. Sie enthalten nur das Gewässernetz (meistens in Blau) und Höhenlinien (in Braun), jedoch keine weiteren topographischen Elemente wie Straßen, Bebauung oder Vegetation. Die Karte wird für wissenschaftliche Zwecke genutzt.
In Deutschland werden die topografischen Karten im Maßstab 1:50.000, 1:200.000 und 1:500.000 auch in orohydrografischen Ausgaben herausgegeben.
Der Begriff Orohydrografie setzt sich aus den altgriechischen Worten ὂρος ‚Berg‘, ὓδωρ ‚Wasser‘ und γραφω ‚schreiben‘ zusammen. Er steht also für Gebirgs- und Wasserlaufsbeschreibung.